# Javor (Lužické hory)
Javor (tyska: Großer Ahrenberg) är en kulle i Tjeckien.   Den ligger i regionen Ústí nad Labem, i den norra delen av landet, 80 km norr om huvudstaden Prag. Toppen på Javor är 693 meter över havet, eller 144 meter över den omgivande terrängen. Bredden vid basen är 2,2 km.
Terrängen runt Javor är huvudsakligen kuperad, men norrut är den platt.Runt Javor är det tätbefolkat, med 459 invånare per kvadratkilometer. Närmaste större samhälle är Česká Lípa, 15,7 km söder om Javor. I omgivningarna runt Javor växer i huvudsak blandskog.